# عبدالله یاسایی
شیخ عبدالله صدرالادباء (۱۲۶۳ مهرجرد یزد - ۱۳۲۳) که نام خانوادگی یاسایی برگزید، شاعر، قاضی، نماینده مجلس شورای ملی و نخستین رئیس اداره کل تجارت ایران بود که بعدها به وزارت بازرگانی تبدیل شد. یاسایی همچنین نخستین مدیرعامل اولین تشکیلات هواپیمایی تجاری در ایران است. او همچنین در پایه ریزی دادگستری نوین در ایران نقش داشت و نخستین کسی است که برای ممنوعیت قانونی مصرف مواد مخدر در ایران کوشید. 

## زندگی‌نامه
شیخ عبدالله تحصیلات خود را مدرسه خان یزد آغاز کرد و در مدرسه چهارباغ اصفهان ادامه داد. سپس وارد خدمت معارف شد و به مدیریت مدرسه ناظمیه دامغان رسید.  حبیب یغمایی از شاگردان او در این مدرسه بود.  در سال ۱۲۹۶ خورشیدی به خدمت عدلیه درآمد و مدتها ریاست عدلیه سمنان، دامغان، شاهرود، نیشابور و سبزوار را بر عهده داشت و سپس در سال ۱۳۰۵ به نمایندگی از دامغان و سمنان به مجلس شورای ملی رفت.

## قانونگذاری
صدرالادباء در مجلس طرحی برای ممنوعیت خرید و فروش و مصرف تریاک به مجلس داد که نخستین اقدام قانونی علیه مصرف مواد مخدر در ایران به شمار می رود.  این طرح به تصویب نرسید. یاسایی از هواداران رضاخان و طرفداران پایان دادن به سلطنت قاجار و انتقال سلطنت به او بود. در اسفند ۱۳۰۳ که مجلس در حال اصلاح قانون انتخابات بود، پیشنهاد داد ماده‌ای در این قانون لحاظ شود که به دوره بعدی مجلس (دوره ششم) اختیار تغییر قانون اساسی را بدهد تا بتواند درباره تغییر سلطنت تصمیم بگیرد. این پیشنهاد که در کمیسیون طرح شده بود، پذیرفته نشد. هنگامی که همراهان او در جناح اکثریت مجلس برآن شدند که سلطنت را تغییر دهند، پیشنهاد داد که این تغییر به همه پرسی گذاشته شود.  در نهم آبان ۱۳۰۴ که جناح اکثریت مجلس طرح دوفوریتی انقراض سلطنت قاجاریه و انتقال قدرت به رضاشاه را در دستور گذاشت، یاسایی در پاسخ به مخالفانی که این طرح را خلاف قانون اساسی می دانستند، اصولی از قانون اساسی را برشمرد که به باور او، نقض شده بودند و چنین استدلال کرد که اگر مجلس توانسته این اصول را نقض کند، اصول مربوط به سلطنت قاجار را هم می تواند نقض کند. 
یاسایی در دوره ششم مجلس شورای ملی از همکاران علی‌اکبر داور وزیر عدلیه در پی ریزی دادگستری نوین در ایران بود. در دوره‌ هفتم و اوائل دوره هشتم نیز نماینده مجلس بود تا اینکه در اواسط خرداد ۱۳۱۰ که وزارت اقتصاد ملی به سه اداره کل صناعت، تجارت و فلاحت تقسیم شد، یاسایی به معاونت وزیر و ریاست تجارت منصوب شد و از مجلس رفت. 

## برکناری
در خرداد ۱۳۱۲ یاسایی از مدیرکلی تجارت برکنار شد. علت برکناری او این بود که توازن واردات و صادرات را با شوروی رعایت نکرد. قانونا باید به هر میزان که از شوروی قند وارد می‌کرد، به شوروی برنج صادر می‌کرد اما در این کار مسامحه کرد و خشم رضاشاه را برانگیخت. شفاعت مخبرالسلطنه هدایت نخست وزیر هم به جایی نرسید.  یاسایی همچنین سهامدار یک کارخانه نخ‌ریسی در تهران بود. 

## باشگاه هوانوردی
در سال ۱۳۱۸ که رضا شاه دستور تأسیس «باشگاه ملى هوانوردی» را برای پایه‌ریزی هوانوردی تجاری و از طریق دریافت هزینه راه‌اندازی از مردم داد، یاسایی به مدیرعاملی باشگاه انتخاب شد. این باشگاه با پولی که مستقیما از مردم جمع‌آوری شد، ۲۵ فروند هواپیما از آمریکا خرید و فرودگاه مهرآباد را ساخت. اشغال ایران در شهریور ۱۳۲۰ باعث توقف فعالیت باشگاه شد.

## مروج پارسی نویسی، مخالف عناوین
یاسایی از هواداران و مروجان کاربرد واژه‌های پارسی بود. هنگامی که قانونی برای رواج دستگاه یکاها (متریک) در مجلس پنجم طرح شد، به پیشنهاد او به جای متر، گز و به جای لیتر، پیمانه در نظر گرفته و تصویب شد.  همچنین هنگامی که قانون «سجل احوال» برای رواج شناسنامه و نام خانوادگی در همین دوره مجلس مطرح شد، پیشنهاد داد انتخاب نامهای مشاهیر برای نام خانوادگی ممنوع شد و گفت: «بنده مخالف هستم که یک کسی اسم خودش را بگذارد سعدی یا داریوش یا فرخی. حالا من نمی‌دانم این فرخی سیستانی معروف است یا فرخی جای دیگر. یا یک نفر اسمش را می‌گذارد منوچهری من نمی‌دانم آیا این همان منوچهری دامغانی معروف است یا یک منوچهری دیگری است. ما باید این گونه اسامی که مخصوص مشاهیر ایران و اسباب افتخار ایرانیان است محفوظ نگاه داریم و نگذاریم دیگران آنها را انتخاب نمایند».  یاسایی در اواخر عمر مجلس پنجم پیشنهادی با حمایت ۴۶ نماینده دیگر داد که همه عنوانهای رایج (خان، میرزا، حضرت والا و غیره) جز برای پادشاه و ولیعهد حذف شود و تنها عنوان آقا در خطاب به اشخاص به کار رود. 

## بازسازی آرامگاه خیام
نخستین کسی که پیشنهاد رسمی برای تأمین هزینه ساخت آرامگاه خیام را داد، عبدالله یاسایی بود. در هشتم تیر ۱۳۰۶ که در خواست ارباب کیخسرو نماینده زرتشتیان در مجلس شورای ملی مطرح بود که بیست هزار تومان از بودجه مجلس صرف ساخت آرامگاه فردوسی شود، عبدالله یاسایی پیشنهاد داد که آرامگاه خیام نیز با همین مبلغ بازسازی شود و گفت: 

«مقبره خیام خیلی بد نماست. کراراً بنده آنجا رفته‌ام و هر وقت رفتم حقیقتاً متأثر شده‌ام و هر خارجی که به آنجا می‌آید و این منظره را می‌بیند متأثر می‌شود. با این‌ که می‌دانید رباعیات و اشعار حکیم خیام در اروپا چقدر مورد تقدیر است و با این‌ که ساختمان این مقبره چندان خرجی ندارد چرا ما باید در این کار بی‌اعتنایی کنیم. آن محل در یک جای باصفا و بانزهتی است و در نزدیکی نیشابور واقع است و در مجاورت همان دهی است که خیام در او سکنا داشته است. کراراً از طرف خارجی‌ها آمدند و اجازه خواسته‌اند که این مقبره را تعمیر کنند و دولت ایران به آنها اجازه نداده است. حالا که خارجی‌ها می‌آیند و می‌خواهند این مقبره را تعمیر کنند، هیچ سزاوار نیست که خودمان این کار را نکنیم و باید دانست همان مفاخری  را که حکیم ابوالقاسم فردوسی برای ما تهیه کرده همان مفاخر را هم حکیم خیام تهیه کرده است».

با پیشنهاد یاسایی موافقت نشد و از او خواسته شد طرح جداگانه‌ای برای ساخت آرامگاه خیام بدهد. 